# Chovd, Uvs
Chovd (mongoliska: Ховд) är ett distrikt i Mongoliet.   Det ligger i provinsen Uvs, i den västra delen av landet, 1 200 km väster om huvudstaden Ulaanbaatar.